# Karl Pergler von Perglas (General, 1800)
Karl Pergler von Perglas (* 25. November 1800 in München; † 25. September 1869 in Tegernsee) war Generalleutnant in der hessen-kasselschen Armee.

## Leben

### Herkunft und Familie
Karl Pergler von Perglas entstammte dem gleichnamigen Adelsgeschlecht, das seinen Ursprung in Böhmen hatte und war der Sohn des Oberhofmarschalls Ernst Sigismund Pergler von Perglas und dessen Ehefrau Maria Josepha von Tauffkirchen. Am 27. Juli 1837 heiratete er Louise Schenck (1812–1844). Aus der Ehe gingen die Kinder Ernst Sigismund Franz August (1838–1925, ⚭ Johanna Schenck zu Schweinsberg (1837–1901)) und Josepha (1844–1878, ⚭  Gideon Dael von Köth-Wanscheid (Gutsbesitzer und Politiker)) hervor.   

### Militärische Laufbahn
Nach seiner Schulausbildung entschied er sich für eine militärische Laufbahn und wurde Kadett im Artilleriekorps in Darmstadt. Zu Jahresbeginn 1815 zum Kadettenkorporal befördert, nahm er am Befreiungskrieg gegen Frankreich teil. Im Mai 1833 wurde er Adjutant des Großherzoglich-Hessischen Kriegsministers Georg von Falck. Am 23. August 1833 wurde er zum Kammerherrn ernannt.
Im Frühjahr 1848 beteiligte er sich mit Einheiten des VIII. Armee-Korps während der Badischen Revolution am Sturm auf Freiburg. Am 21. April 1849 zum Major befördert, wurde er im Herbst des Jahres Chef der Waffendirektion.
Während des Deutschen Krieges, der 1866 zwischen den Staaten des Deutschen Bundes unter Führung Österreichs einerseits und Preußen und seinen Verbündeten andererseits ausgetragen wurde, war Pergler von Perglas Generalleutnant und Kommandeur der 3. Armeedivision innerhalb des  VIII. Armeekorps des Bundesheers, das unter dem Befehl des kommandierenden Generals Alexander von Hessen-Darmstadt stand. Am 13. Juli 1866 erlitt er in dem  Gefecht bei Frohnhofen gegen die 26. preußische Infanterie-Brigade eine schwere Niederlage mit hohen Verlusten.
Nach dem Gefecht bei Gerchsheim am 25. Juli 1866 zog sich das VIII. Armeekorps, das neben den Truppen Perglers aus der 1. württembergischen Division unter Oskar von Hardegg, der 2. badischen Division unter Prinz Wilhelm von Baden und der 4. österreichisch-nassauischen Division unter Erwin von Neipperg bestand, geschlagen zurück. 
Als Konsequenz dieser schweren Niederlagen musste Pergler seinen Posten räumen. Offiziell ist er aus gesundheitlichen Gründen ausgeschieden. Er wurde für die Niederlage bei Frohnhofen verantwortlich gemacht und hatte entgegen dem Befehl des Korpskommandanten einen Angriff befohlen und nach Erteilung dieses Befehls auch noch den Kampfplatz verlassen.
Am 17. August 1866 gab Perglas seinen letzten Tagesbefehl.

### Auszeichnungen
- 9. Juni 1850 Verdienstorden Philipps des Großmütigen, Komturkreuz II. Klasse
- 6. Juli 1859 Russischer Stanislausorden II. Klasse mit Krone
- 10. Oktober 1860 Hessischer Ludwigsorden, Kommandeurkreuz II. Klasse
- 1. Mai 1863 Hessischer Ludwigsorden, Kommandeurkreuz I. Klasse aus Anlass der Beförderung zum wirklichen Generalmajor

### Sonstiges
Karl Pergler von Perglas spendete der Darmstädter Kirche 100 Gulden für eine Heilige Messe.